# Gregory Abbott
Gregory Abbott (ur. 2 kwietnia 1954 w Nowym Jorku) – amerykański muzyk R&B.
Abbott urodził się w nowojorskiej dzielnicy Harlem. Swoją przygodę z muzyką zaczął podczas pisania doktoratu na uniwersytecie w Kalifornii. Niedługo potem przeniósł się do Los Angeles, gdzie poślubił wokalistkę Fredę Payne. Po jakimś czasie wrócił do Nowego Jorku.
W 1986 roku nakładem Columbia Records ukazał się debiutancki album Abbotta, Shake Down. Pochodzący z tego albumu utwór „Shake You Down” okazał się wielkim hitem osiągając pierwsze miejsca na amerykańskich listach pop i R&B. W swojej karierze Abbott odnosił sukces takimi utworami jak „I Got The Feelin' (It's Over)” z 1987 oraz „I'll Prove It To You” z 1988 roku (oba zajęły piąte miejsce listy R&B).

## Dyskografia
- Shake Down (1986)
- I'll Prove it to You (1988)
- One World! (1994)
- Super Hits (1988, kompilacja)
- Eyes, Whispers, Rhytm, Sex... (2000)